# 荒川調節池
荒川調節池（あらかわちょうせつち）は、荒川流域で計画または建設されている（完成したものもある）調節池計画の総称であるが、現在完成済みの荒川第一調節池のことをさす場合もある。

## 荒川流域で計画されている調節池
- 荒川第一調節池（完成済み）
- 荒川第二・第三調節池（一体的に整備中）
- 荒川第四調節池
- 荒川第五調節池